# Jo Van Fleet
Catherine Josephine „Jo“ Van Fleet (* 30. Dezember 1914 in Oakland, Kalifornien; † 10. Juni 1996 in New York City, New York) war eine US-amerikanische Schauspielerin. Für ihren Auftritt im Filmdrama Jenseits von Eden wurde sie 1956 mit dem Oscar ausgezeichnet.

## Leben
Im kalifornischen Oakland geboren, wurde die junge Schauspielerin Jo Van Fleet von Uta Hagen und Sanford Meisner gefördert. Ihre erste Broadway-Rolle spielte sie 1946 im Shakespeare-Stück Das Wintermärchen. In den folgenden Jahren konnte sie mit dramatischen Rollen in weiteren Stücken auf sich aufmerksam machen. 1954 wurde sie für ihren Auftritt in Horton Footes The Trip to Bountiful mit einem Tony Award als Beste Nebendarstellerin ausgezeichnet. Regisseur Elia Kazan, mit dem sie ebenfalls schon am Theater zusammengearbeitet hatte, besetzte sie 1955 in seinem Film Jenseits von Eden an der Seite von James Dean als dessen Mutter – eine wohlhabende, innerlich aber einsame Prostituierte. Dieses Filmdebüt brachte ihr 1956 gleich den Oscar als beste Nebendarstellerin ein. 
In den folgenden Jahren trat Jo Van Fleet nur selten in Kinofilmen auf, Ausnahmen waren das Drama Die tätowierte Rose (1955) sowie der Western Zwei rechnen ab (1957). Im Jahre 1958 nominierte man sie erneut für den Tony Award, diesmal als Beste Hauptdarstellerin, für ihre Rolle als Mutter von Anthony Perkins im Stück Look Homeward, Angel. Überhaupt waren Mütterrollen, sowohl gutmütiger als auch bösartiger Natur, die Spezialität von ihr. Herausragend war die Schauspielerin in ungewöhnlichen Rollen wie in Wilder Strom (1960) von Elia Kazan, wo die Mittvierzigerin Van Fleet eine über 80-jährige Landwirtin spielt, die von Montgomery Clift wegen eines Staudamms von ihrem Land vertrieben werden soll. Eine ihrer späten Filmrollen hatte sie als Mutter von Paul Newman im Filmklassiker Der Unbeugsame (1967). Da die Filmangebote für Van Fleet in Hollywood trotz ihres Ansehens eher unbefriedigend ausfielen, konzentrierte sie sich in späteren Jahren hauptsächlich auf ihre Theaterarbeit.
Die Schauspielerin war von 1946 bis zu seinem Tod im Jahr 1990 mit dem Tänzer William Bales verheiratet. Das Ehepaar hatte einen Sohn. Jo Van Fleet starb 1996 im Alter von 81 Jahren und wurde auf dem Flushing Cemetery in Queens beigesetzt. Sie besitzt einen Stern auf dem Hollywood Walk of Fame für ihre Filmarbeit.

## Filmografie (Auswahl)
- 1955: Jenseits von Eden (East of Eden)
- 1955: Die tätowierte Rose (The Rose Tattoo)
- 1955: Und morgen werd’ ich weinen (I’ll Cry Tomorrow)
- 1956: Heißer Süden (The King and Four Queens)
- 1956–1961: Alfred Hitchcock Presents (Fernsehserie, 4 Folgen)
- 1957: Zwei rechnen ab (Gunfight at the O. K. Corral)
- 1958: Heiße Küste (This Angry Age)
- 1960: Wilder Strom (Wild River)
- 1966: Die Leute von der Shiloh Ranch (Fernsehserie, 1 Folge)
- 1967: Der Unbeugsame (Cool Hand Luke)
- 1968: Lass mich küssen deinen Schmetterling (I Love You, Alice B. Toklas!)
- 1969: 80 Schritte bis zum Glück (80 Steps to Jonah)
- 1970/1971: Bonanza (Fernsehserie, 2 Folgen)
- 1971: Wo Gangster um die Ecke knallen (The Gang That Couldn't Shoot Straight)
- 1976: Der Mieter (The Tenant)
- 1980: Der Weg zur Macht (Power; Fernsehfilm)
- 1986: Das Geschäft des Lebens (Seize the Day)